# Ratiboř (Zlín)
Ratiboř é uma comuna checa localizada na região de Zlín, distrito de Vsetín.